# Chiesa di San Giacomo (Praga)
La basilica di San Giacomo Maggiore (in ceco bazilika svatého Jakuba Většího) è una chiesa situata nella Città Vecchia di Praga e dedicata a san Giacomo maggiore.

## Storia e descrizione

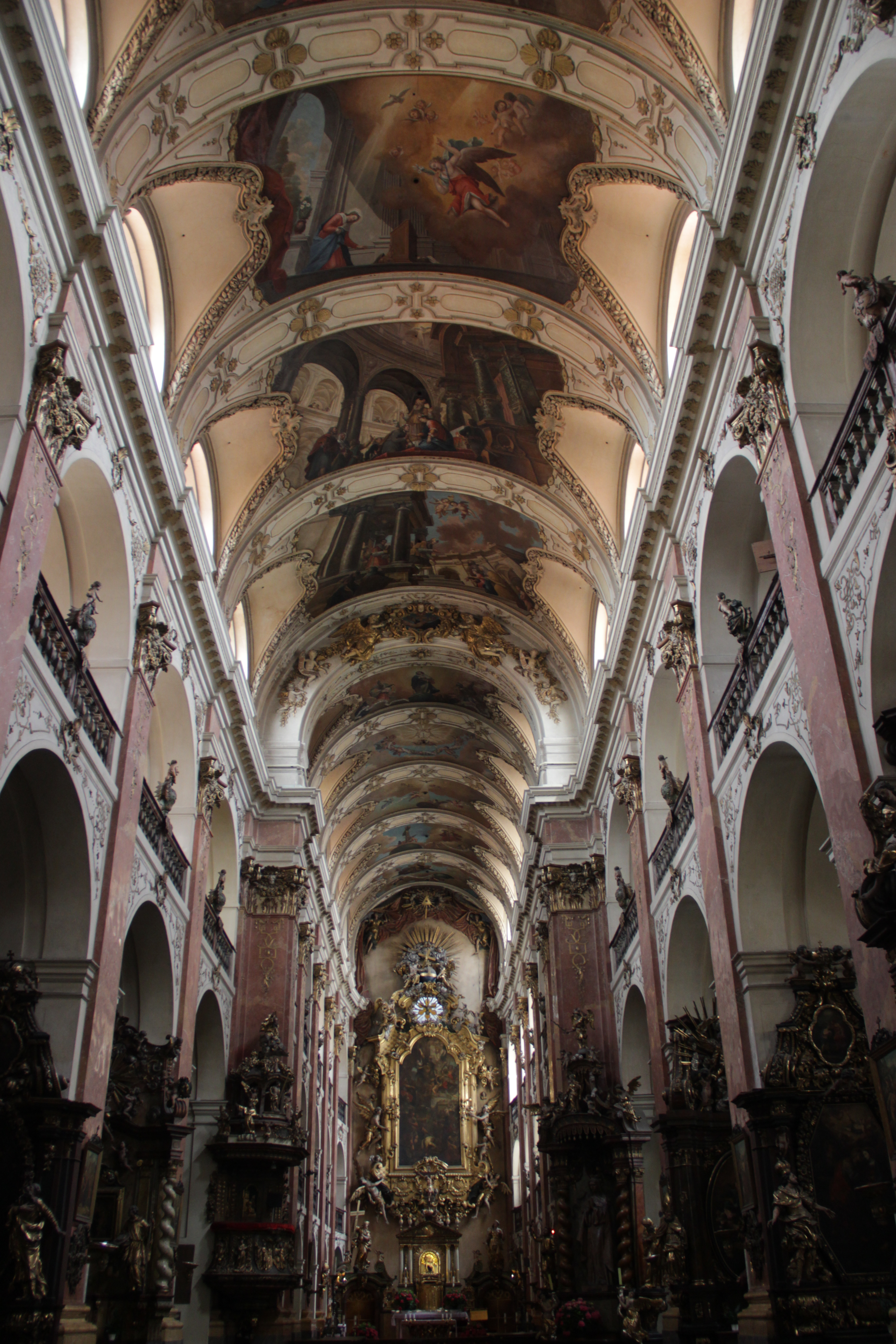
L'interno della chiesa

La chiesa fu costruita per volere di Venceslao I di Boemia nel 1232. Essa fu ricostruita nel 1689 in stile barocco dopo l'incendio appiccato da agenti di Luigi XIV. Vi furono aggiunti oltre venti altari laterali e opere di famosi pittori cechi.

## Curiosità
Da 400 anni a destra della navata centrale si trova un avambraccio mummificato. Apparterrebbe ad un ladro che aveva tentato di rubare i gioielli alla statua della Vergine, la quale miracolosamente lo bloccò, serrandogli le braccia, che vennero liberate solo all'arrivo delle guardie che ne mozzarono uno.